# Реана дел Роијале (Удине)
Реана дел Роијале је насеље у Италији у округу Удине, региону Фурланија-Јулијска крајина.
Према процени из 2011. у насељу је живело 4336 становника. Насеље се налази на надморској висини од 162 м.